# Parananilla mexicana
Parananilla mexicana – gatunek chrząszcza z rodziny kózkowatych i podrodziny zgrzypikowych. Jedyny przedstawiciel rodzaju Parananilla.

## Zasięg występowania
Gatunek ten występuje w Meksyku, notowany w stanie Guerrero.